# Moczarka
Moczarka (Elodea Michx.) – rodzaj roślin słodkowodnych należących do rodziny żabiściekowatych (Hydrocharitaceae). Wyróżnia się 5 gatunków, spośród których typowym jest moczarka kanadyjska (Elodea canadensis Michx.). Moczarki pochodzą z Ameryki Północnej i Południowej, jednak jako rośliny inwazyjne rozprzestrzeniły się w Europie, Azji i Australii. W Polsce występują dwa gatunki – moczarka kanadyjska E. canadensis i delikatna E. nuttallii.
Niektóre gatunki uprawiane są jako rośliny akwariowe. Masowo występujące rośliny bywają także wykorzystywane jako zielony nawóz. 
Mianem „moczarki” określa się zwyczajowo w Polsce także przedstawicieli rodzaju moczarnica Egeria (moczarnica argentyńska Egeria densa nazywana jest „moczarką argentyńską”).

## Morfologia
Rośliny zwykle ulistnione okółkowo. Liście w węzłach zazwyczaj z dwoma małymi, całobrzegimi łuskami. Moczarki są dwupienne (np. moczarka kanadyjska w Polsce reprezentowana jest wyłącznie przez osobniki żeńskie) lub wykształcają kwiaty obupłciowe. Kwiaty wyrastają na długich szypułkach, sięgając powierzchni wody. U niektórych gatunków dodatkowo wydłuża się rurkowato także sam kwiat i szyjka słupka (np. u Elodea bifoliata do 50 cm).
Spokrewnione rodzaje roślin bywają bardzo podobne, np. z występujących lub uprawianych w Europie Środkowej mylić się z moczarkami mogą przedstawiciele rodzaju moczarnica Egeria i przesiąkra (Hydrilla).

## Nazewnictwo i systematyka
Homonimy taksonomiczne
Elodea L. C. Richard, Elodea J. Saint-Hilaire
Synonimy taksonomiczne
Philotria Rafinesque, Udora Nuttall
Systematyka według Angiosperm Phylogeny Website (aktualizowany system APG IV z 2016)
Jeden z 7 rodzajów wyróżnianych w obrębie podrodziny Anacharidoideae wchodzącej w skład rodziny żabiściekowatych (Hydrocharitaceae), która należy z kolei do rzędu żabieńcowców (Alismatales).
Pozycja w systemie Reveala (1993–1999)
Gromada okrytonasienne (Magnoliophyta Cronquist), podgromada Magnoliophytina Frohne & U. Jensen ex Reveal, klasa jednoliścienne (Liliopsida Brongn.), podklasa żabieńcowe (Alismatidae Takht.), nadrząd Alismatanae Takht., rząd żabiściekowce (Hydrocharitales Dumort.), podrząd Alismatineae Engl., rodzina żabiściekowate (Hydrocharitaceae Juss.), rodzaj moczarka (Elodea Michx.).
Wykaz gatunków
- Elodea callitrichides (Rich.) Caspary (syn. Elodea ernstiae H. St. John) – moczarka rzęślowata
- Elodea bifoliata H. St. John (syn. Elodea longivaginata H. St. John)
- Elodea canadensis Michx. – moczarka kanadyjska
- Elodea granatensis Humb. & Bonpl.
- Elodea nuttallii (Planch.) St. John – moczarka delikatna
- Elodea potamogeton (Bertero) Espinosa